# رودخانه گلپایگان

رودخانه اناربار فریدن و گلپایگان

رودخانه فریدن و گلپایگان، که از ارتفاعات زاگرس در منطقه فریدن سرشاخه‌های زاینده رود و دز سرچشمه می‌گیرد اصلی‌ترین شبکه زهکش منطقه را تشکیل می‌دهد.

بیشه‌زارهای اطراف رودخانه از دربند کوچری تا انتهای دربند به فاصله بیش از ۲۵ کیلومتر، اکوسیستمی بی‌همتا و اصلی‌ترین مرکز طبیعی گردشگری را برای گذران اوقات فراغت مردم گلپایگان ایجاد نموده است.
این رودخانه که به نام‌های گل افشان، اناربار، قمرود نیز معروف است که از کوه های زاگرس در غرب اصفهان به نام منطقه فریدن سرچشمه می گیرد  و پس از طی ۲۸۸ کیلومتر به دریاچه نمک می‌ریزد. این رودخانه در ابتدا به نام دربند معروف بود و در محل اخته‌خون در جنوب باختری گلپایگان سدی بر روی آن احداث شده‌است.

رود گلپایگان، رودخانه مهم این شهرستان است که در کتاب‌های جغرافیایی رود قبله نیز نامیده می‌شود. این رودخانه از این جهت رود قبله نام گرفته که جهت جریان آب آن رو به قبله (از جنوب باختری به شمال خاوری) است. شاخه‌ها یا شعبات این رودخانه از خاور کوه سفید (شمال گردنه پس گله)، کوه دره روغنی در شمال باختری روستای خلعت پوشان، بلندی‌های مشرف به روستای مغاندر و کوه قبله واقع در جنوب باختری آبادی آغچه (آقچه یا آخچه) سرچشمه می‌گیرند. این مناطق همگی جزو منتهی‌الیه شمال باختری شهرستان فریدن هستند.